# Marianna Krajčírová
Marianna Krajčírová   (Košice, 1 de juny de 1948), de casada Némethová, és una gimnasta artística eslovaca, ja retirada, que va competir sota bandera txecoslovaca durant les dècades de 1960 i 1970.
Durant la seva carrera esportiva va prendre part en tres edicions dels Jocs Olímpics d'Estiu. El 1964, a Tòquio, guanyà la medalla de plata en el concurs complet equips. Quatre anys més tard, als Jocs de Ciutat de Mèxic, revalidà la medalla de plata en la mateixa competició. En aquests mateixos Jocs fou quarta en el salt sobre cavall. El 1972, a Munic, va disputar els seus tercers i darrers Jocs, en què destaca la cinquena posició en el concurs complet equips.
En el seu palmarès també destaquen dues medalles al Campionat del Món de gimnàstica artística, d'or el 1966 i de bronze el 1970, així com dues medalles de bronze al Campionat d'Europa de gimnàstica artística.